# Gonomyia aegina
Gonomyia aegina là một loài ruồi trong họ Limoniidae. Chúng phân bố ở miền Australasia.